# Heino Büse

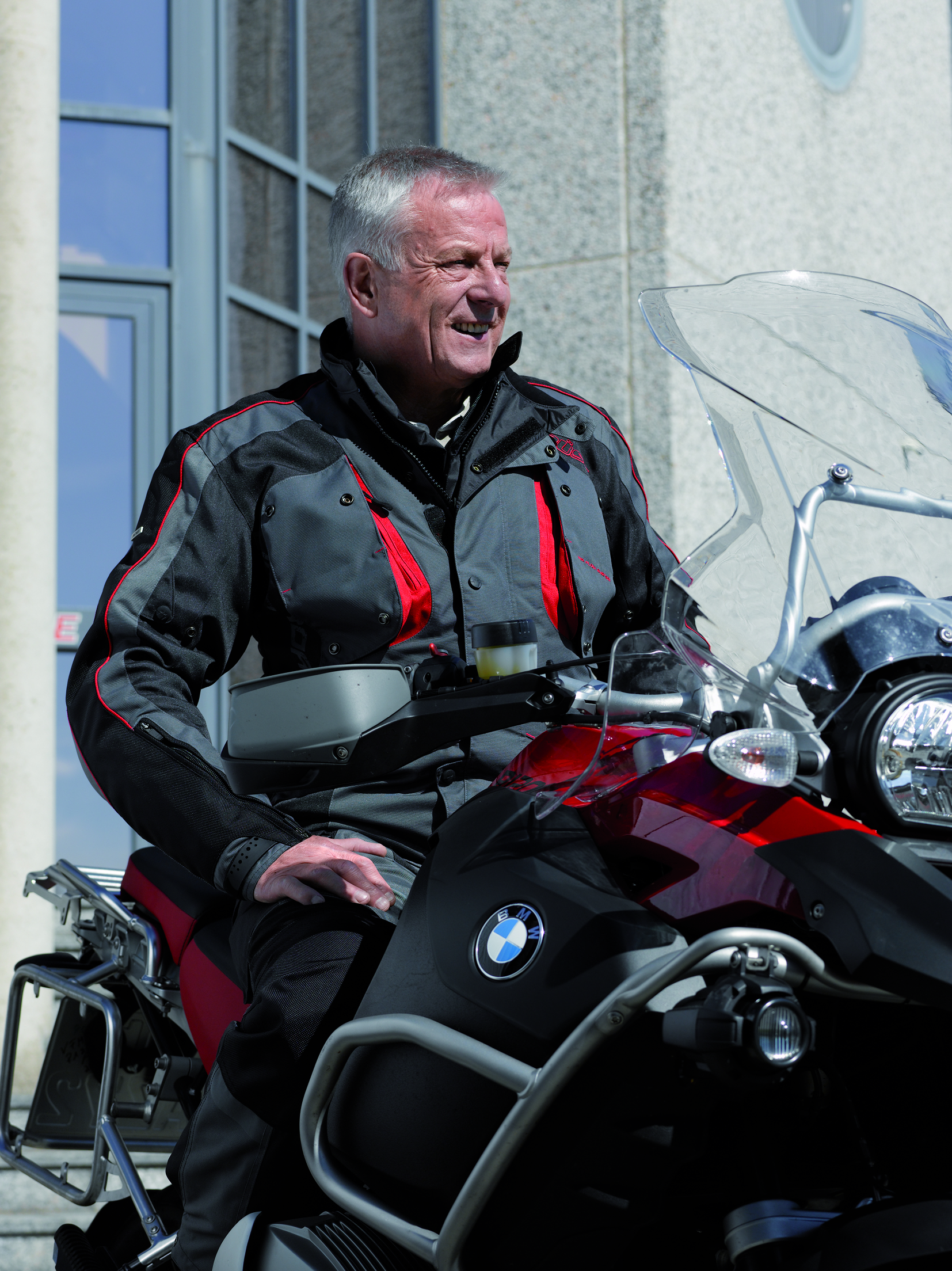
Heino Büse (2008)

Heino Büse (* 5. Dezember 1944) ist ein deutscher Unternehmer und ehemaliger Endurosportler.

## Sportlicher Werdegang
Heino Büse machte seine ersten Fahrversuche Ende der 1950er Jahre. Sein erstes Rennen als Amateur bestritt er 1962 auf einer gebläsegekühlten Kreidler mit 50 cm³ Hubraum. Nach einer Lehre zum Kfz-Mechaniker leistete er seinen Wehrdienst bei der Bundeswehr. Hier bestritt er erfolgreich Rennen zur Meisterschaft im Motorradgeländesport. Zusammen mit Burchard Lenz und Rupprecht Lammerts wurde er 1966 Deutscher Clubmannschafts-Meister mit der Mannschaft der Bundeswehr.
1967 stattete ihn Maico mit einer 125er-Maschine aus, mit der u. a. im Europa-Pokal (dem Vorläufer der Enduro-Europameisterschaft) sowie bei Motocross-Rennen startete. In den folgenden drei Jahren fuhr er auf Motorrädern der 250-cm³-Klasse von Maico und Neckermann-Jawa. 1971 wechselte er zurück in der Klasse bis 125 cm³. Ab 1973 startet Büse auf KTM, 1975 und 1976 wurde er Deutscher Enduro-Meister auf dieser Marke in der Klasse bis 500 cm³. 1977 wurde er von Hercules engagiert und gewann auf Anhieb die deutsche Meisterschaft in der Klasse bis 350 cm³. Ende 1978 zog sich Hercules aus dem Enduro zurück und konzentrierte sich auf die Motocross-Weltmeisterschaft. Etwa zeitgleich nahm er das Angebot von Maico an, in der Klasse bis 750 cm³ in der Enduro-Europameisterschaft an den Start zu gehen. 1979 und 1980 wurde er Europameister in dieser Klasse sowie Klassensieger bei der 54. Internationalen Sechstagefahrt. Zudem wurde er 1979 deutscher Meister in der Klasse bis 250 cm³ und 1980 in der Klasse bis 350 cm³. 1982 wurde er noch einmal deutscher Enduromeister in der 500er-Klasse.
Mit der Mannschaft nahm er erstmals 1966 an den prestigeträchtigen Six Days teil. Bei der 41. Internationalen Sechstagefahrt im schwedischen Villingsberg war er Fahrer der bundesdeutschen Clubmannschaft Panzertruppenschule und erreichte mit diesem Team auf Anhieb den Sieg im Wettbewerb aller Clubmannschaften. Bei der 43. Internationalen Sechstagefahrt im italienischen San Pellegrino Terme war er erstmals im Aufgebot der B-Mannschaft der BRD im Wettbewerb um die Silbervase, das Team erreichte in der Gesamtwertung den achten Platz. Bei der 46. (1971) und 47. Internationalen Sechstagefahrt (1972) erreichte er mit der Mannschaft den 13. bzw. 5. Platz. 1976 errang er mit der Silbervasenmannschaft der BRD den zweiten Platz. Von 1979 bis 1982 war er jeweils Teil der bundesdeutschen Nationalmannschaft im Wettbewerb um die World Trophy, das Team erreichte jeweils zwei zweite und sechste Plätze in der Gesamtwertung.
Nach dem Ende der Saison 1982 beendete er seine Fahrerkarriere.

## Unternehmer
1984 gründete er die Heino Büse MX Import GmbH und importierte zu Beginn vor allem Endurozubehör, Bekleidung sowie Kunststoffteile von Acerbis. Er arbeitete bis 1992 als Berufssoldat bei der Bundeswehr, danach widmete er sich hauptberuflich dem eigenen Unternehmen und entwickelte es zu einem der größten Vollsortimenter für Motorradbekleidung und Zubehör Europas. Der Hauptsitz liegt in Roetgen in der Städteregion Aachen.